# ایگنازیو جیانتی
ایگنازیو جیانتی (به انگلیسی: Ignazio Giunti) (زادهٔ ۳۰ اوت ۱۹۴۱ در رم، ایتالیا، درگذشتهٔ ۱۰ ژانویهٔ ۱۹۷۱ در بوئنوس آیرس، آرژانتین) رانندهٔ مسابقات فرمول یک اهل ایتالیا بود که در اواخر دههٔ ۱۹۶۰ در مسابقات خودروهای اسپورت و و خودروهای سدان مسابقه می‌داد.
جیانتی در رم، ایتالیا متولد شد. او در سال ۱۹۶۸، و در زمانی که برای تیم آلفا رومئو رانندگی می‌کرد، در مسابقات تارگا فلوریو مقام دوم، و در مسابقات ۲۴ ساعته لمانز با همکاری نانی گالی مقام چهارم را کسب کرد.
در سال ۱۹۷۰، او قراردادی را به‌طور اختصاصی برای حضور در تیم مسابقات ورزشی فراری با این شرکت منعقد کرد، و پس از آن، در کنار کسب چندین جایگاه سطح بالا در مسابقات، برندهٔ مسابقات ۱۲ ساعتهٔ سبرینگ و تارگا فلوریو شد. موفقیت او باعث شد که شانس حضور در مسابقات فرمول یک را بدست آورد و در اولین مسابقه‌اش در گراند پری بلژیک و در پیست اسپا موفق به کسب مقام چهارم شد. او در همان سال در سه مسابقهٔ دیگر نیز شرکت نمود.
فراری همزمان به آزمودن رانندهٔ سوئیسی، کلی راگاتزونی نیز پرداخت، عملکرد راگاتزونی در آزمون‌ها ضعیف‌تر از گیانتی بود و در نتیجه قرار این رانندهٔ ایتالیایی با فراری برای سال ۱۹۷۱ نیز تمدید شد.
جیانتی در اولین رانندگی‌اش در سال ۱۹۷۱ و زمانی که در حال مسابقه در مسابقه ۱۰۰۰ کیلومتری بوئنوس آیرس بود کشته شد، در آن مسابقه خودروی فراری ۳۱۲پی‌بی جیانتی از پشت با خودروی ماترا ۶۶۰ متعلق به ژان-پیر بلتویز، که به‌دلیل اتمام سوخت در حال هدایت خودروی خود به کنار پیست بود، برخورد کرد. دلیل مرگ او ابتدا شدت برخورد، و سپس آتشسوزی خودرو پس از برخورد بود.